# Jan Stolarski
Jan Stolarski (ur. 1913, zm. 16 stycznia 2017 w Warszawie) – polski propagator kultury i przyjaźni polsko-węgierskiej, wieloletni prezes Federacji Stowarzyszeń Polsko-Węgierskich RP.

## Życiorys
Brał udział w polskiej wojnie obronnej września 1939, po której przedostał się do Królestwa Węgier. Po II wojnie światowej wrócił do Polski. W latach 60. XX wieku zaangażował się w działania na rzecz budowy przyjaźni polsko-węgierskiej. Przez ponad 30 lat był prezesem Federacji Stowarzyszeń Polsko-Węgierskich. Był kawalerem Krzyża Komandorskiego Orderu Odrodzenia Polski oraz Medalu „Pro Patria”.